# Egy igazi karácsony
Az Egy igazi karácsony (eredeti cím: Dashing Through the Snow) 2023-ban bemutatott amerikai fantasy filmvígjáték, amelyet Tim Story rendezett. A főbb szerepekben Lil Rel Howery, Ludacris, Teyonah Parris, Oscar Nuñez, Madison Skye Validum, Mary Lynn Rajskub látható.
Amerikában és Magyarországon 2023. november 17-én mutatták be a Disney+-on.

## Cselekmény
Eddie Garrick szociális munkás, aki hihetetlenül viszonyul az ünnepekhez egy fiatalkori incidens miatt, amikor egy pláza áruházi Mikulás, akit bizalommal kért meg arra, hogy segítsen a szüleit összetartani, megpróbálta kirabolni a házát. Felnőttként külön él feleségétől, Allisontól, és van egy Charlotte nevű lányuk. Amíg Allison az utolsó pillanatban bevásárol, Eddie Charlotte-tal tölti az idejét, és átmegy a szomszédjához, hogy megetesse a macskájukat. Találkozik egy Nicholas Sinter-Claus nevű, Mikulásnak öltözött férfival, aki azt állítja, hogy ő az igazi Mikulás. Nick rendkívül elutasítónak tűnik mindennel szemben, és óvatoskodik három embertől, akik követik őt.
Eddie úgy dönt, hogy kórházba viszi Nicket, mivel úgy véli, hogy mentálisan nem egészséges, és Charlotte is vele tart. Nick olyan részleteket árul el magáról és Charlotte-ról, amelyek meggyőzik őt arról, hogy ő az igazi Mikulás. A három bűnöző üldözőbe veszi Eddie-t, Nicket és Charlotte-ot, akik elmenekülnek, de az autójuk lerobban. Fognak egy taxit, de amikor ismét követik őket, Nick kiugrik a kocsiból, és egy klubban bújik el, ahol mindenki Mikulásnak van öltözve. Nick és Charlotte követik őt, majd egy Truckles nevű család megmenti őket. A Truckle-ék a Mikulás megszállottjai, és a felszerelésük segítségével képesek voltak Nick nyomára bukkanni, aki ismét sietve távozik, így Eddie és Charlotte kénytelenek ismét követni őt.
Nick elviszi Eddie-t és Charlotte-ot az egyik raktárába, amely tele van sok helyi támogatójával, köztük egy Gerald és Lucille nevű házaspárral, akik a berendezéseit javítják. Nick elárulja, miért futott el: az egyik megállója Conrad Harf, egy megbízható képviselő háza volt, aki az egyik csaló tervét rejtegeti. A három ember, aki egész éjjel üldözte őket, neki dolgozott, és Nick véletlenül összekeverte a tabletjét Conradéval, amely egy listát tartalmazott azokról a helyszínekről, amelyeket fel akartak túrni. Eddie félreértelmezve a helyzetet, azt hiszi, hogy Nick egy másik betörő, és Charlotte akarata ellenére kihívja a rendőrséget, hogy tartóztassák le.
A rendőrségen Nicket elviszik, de arra következtet, hogy a "nyomozók", akik elviszik, inkább Conrad gorillái. Eddie rájön, hogy Nick nála hagyta a táblagépet, és sikerül feloldania, így megtudja, hogy igazat mondott.
Eddie és Charlotte felkérik a Truckle-éket, hogy segítsenek megtalálni Nicket, akit egyenesen Conradhoz vittek, aki a polgármester karácsonyi partiján vesz részt. Eddie megérkezik, hogy kiszabadítsa Nicket, de elkapják őket. Most már teljesen hisz Nicknek, Eddie aktiválja a rénszarvashívóját, aminek hatására Nick összes rénszarvasa megjelenik, és szétveri a rosszfiúkat. Conradot és társait letartóztatják, bár Nick jóhiszeműen odaadja Conradnak az Arthur figurát, amit eredetileg kisfiúként akart. Nick ezután a rénszarvasaival elrepül.
Eddie és Charlotte hazatérnek Allisonhoz, aki hitetlenkedve állítja, hogy a Mikulással lógtak, amíg Nick meg nem érkezik, hogy átadjon nekik egy utolsó ajándékot, egy Bulldózer nevű kutyát, amit korábban azt mondta Eddie-nek, hogy neki fog adni. Eddie felmelegíti a románcát Allisonnal, amikor meghívja Truckle-ékat, hogy töltsék velük az ünnepeket, míg Nick elrepül, hogy befejezze a karácsonyi szállítmányokat.

## Szereplők
| Szerep            | Színész              | Magyar hang         |
| ----------------- | -------------------- | ------------------- |
| Nick              | Lil Rel Howery       | Minárovits Péter    |
| Eddie Garrick     | Ludacris             | Szabó Máté          |
| Charlotte Garrick | Madison Skye Validum | Hegedűs Johanna     |
| Allison Garrick   | Teyonah Parris       | Dobó Enikő          |
| Conrad Harf       | Oscar Nuñez          | Elek Ferenc         |
| Peter             | Ravi Patel           | Kapácsy Miklós      |
| Sonya Truckle     | Gina Brillon         | Mezei Kitty         |
| Martin Truckle    | Sebastian Sozzi      | Barabás Kiss Zoltán |
| Kayleigh Truckle  | Gaby Rosario         | Rácz Hajna          |
| Diego Truckle     | Noah Ayden Hernandez |                     |
| Paul              | Marcus Lewis         | Bognár Tamás        |
| Mary              | Mary Lynn Rajskub    | Kis-Kovács Luca     |
| Moke              | Michael H. Cole      | Szabó Endre         |
| Luther            | Vince Pisani         | Szabó Andor         |
| Gerald            | Kevin Connolly       | Seszták Szabolcs    |
| Lucille           | Zulay Henao          | Kardos Eszter       |
| Bobby Carlotta    | David Shae           | Pásztor Tibor       |

### Magyar változat
- Magyar szöveg: Tóth Gábor
- Hangmérnök, vágó és szinkronrendező: Kránitz Lajos András
- Gyártásvezető: Bogdán Anikó
- Szinkronrendező: Máhr Rita

A szinkront az Iyuno Hungary készítette el.

## A film készítése
A forgatás 2022 augusztusában kezdődött Atlantában.